# Griffon Motors
Griffon Motors war ein britischer Hersteller von Automobilen.

## Unternehmensgeschichte
Barrie Comery, der zuvor für Spartan Cars tätig war, und John Todkill gründeten 1985 das Unternehmen in Underwood in der Grafschaft Nottinghamshire. Sie begannen mit der Produktion von Automobilen und Kits. Der Markenname lautete Griffon. 1989 endete die Produktion. Insgesamt entstanden etwa 120 Exemplare.

## Fahrzeuge
Das einzige Modell war der 110 Delux. Es war ein Roadster im Stile der 1930er Jahre, laut einer Quelle mit einer Ähnlichkeit zum Merlin. Ein Leiterrahmen bildete die Basis. Darauf wurde eine offene Karosserie aus Fiberglas montiert. Der Vierzylindermotor kam üblicherweise vom Vauxhall Viva, in Ausnahmefällen von Ford. Eine viersitzige Version war zumindest geplant.